# Frank Baker (actor)
Frank Baker (Melbourne, 11 de octubre de 1892 – Los Ángeles, 30 de diciembre de 1980) fue un actor y doble de riesgo australiano-estadounidense conocido por sus apariciones en A Chump at Oxford, The New Adventures of Tarzan, y Mary of Scotland.
Fue miembro de la informal John Ford Stock Company, haciendo 17 apariciones en las películas de Ford.
También trabajó en televisión, haciendo una aparición no acreditada interpretando a Townsman en la serie de género wéstern Bat Masterson protagonizada por Gene Barry en el episodio de 1960 "Six Feet of Gold".

## Filmografía parcial
- Cameo Kirby (1923)
- The Diamond Bandit (1924)
- The Fighting Heart (1925)
- Red Blood and Blue (1925)
- Scar Hanan (1925)
- Tentacles of the North (1926)
- The Gallant Fool (1926)
- A Million for Love (1928)
- The New Adventures of Tarzan (1935)
- Mary of Scotland (1936)
- Tundra (1936)
- London by Night (1937)
- Escape to Glory (1940)
- A Chump at Oxford (1940)
- The Blonde from Singapore (1941)
- Donovan's Reef (1963)